# دی‌ایزوپروپیل فلوروفسفات
دی‌ایزوپروپیل فلوروفسفات (انگلیسی: Diisopropyl fluorophosphate) (DFP) یا ایزوفلوروفات یک مایع روغنی و بی‌رنگ با فرمول شیمیایی C6H14FO3P است.  در پزشکی و به عنوان یک حشره‌کش ارگانوفسفره استفاده می‌شود. این ماده پایدار است، اما هنگامی که در معرض رطوبت قرار می‌گیرد، هیدرولیز می‌شود.

## کاربرد در پزشکی
دی‌ایزوپروپیل فلوروفسفات یک داروی پاراسمپاتومیمتیک غیرقابل برگشت آنتی کولین استراز است و در چشم پزشکی به عنوان یک عامل میوتیک در درمان گلوکوم مزمن، به عنوان یک میوتیک در دامپزشکی و به عنوان یک عامل تجربی در علوم اعصاب به دلیل قابلیت‌های استیل کولین‌ها و استیل‌بیتر آن استفاده می‌شود. (نوروپاتی محیطی تاخیری)

## Further reading
- Brenner GM (2000). Pharmacology. Philadelphia, PA: W.B. Saunders Company. ISBN 0-7216-7757-6.
- Meiers P (2006). "History of the fluorophosphates".